# Élections législatives de 1981 dans l'Essonne
Les élections législatives françaises de 1981 dans l'Essonne se déroulent les 14 et 21 juin 1981.

## Élus
| Circonscription | Député sortant   | Parti | Parti | Député élu ou réélu | Parti | Parti |
| --------------- | ---------------- | ----- | ----- | ------------------- | ----- | ----- |
| 1re             | Roger Combrisson |       | PCF   | Michel Berson       |       | PS    |
| 2e              | Bernard Pons     |       | RPR   | Jacques Guyard      |       | PS    |
| 3e              | Pierre Juquin    |       | PCF   | Claude Germon       |       | PS    |
| 4e              | Robert Vizet     |       | PCF   | Yves Tavernier      |       | PS    |

## Positionnement des partis
La majorité sortante UDF-RPR-CNIP se présente sous le sigle « Union pour la nouvelle majorité », le Parti socialiste unifié sous l'étiquette « Alternative 81 ». Quant aux écologistes proches de Brice Lalonde, ex-candidat à la présidentielle, ils se réunissent sous la bannière « Aujourd'hui l'écologie ».

## Résultats

### Résultats à l'échelle du département
| Parti          | Parti                                           | Premier tour | Premier tour | Second tour | Second tour | Sièges |
| Parti          | Parti                                           | Voix         | %            | Voix        | %           | Sièges |
| -------------- | ----------------------------------------------- | ------------ | ------------ | ----------- | ----------- | ------ |
|                | Parti socialiste                                | 144 292      | 35,13        | 253 539     | 59,69       | 4      |
|                | Parti communiste français                       | 92 971       | 22,63        | Retrait     | Retrait     | 0      |
|                | Majorité présidentielle                         | 237 263      | 57,76        | 253 539     | 59,69       | 4      |
|                |                                                 |              |              |             |             |        |
|                | Rassemblement pour la République                | 108 096      | 26,31        | 171 236     | 40,31       | 0      |
|                | Union pour la démocratie française              | 36 169       | 8,80         |             |             | 0      |
|                | Divers droite                                   | 5 214        | 1,27         | 0           |             |        |
|                | Mouvement des démocrates                        | 772          | 0,19         | 0           |             |        |
|                | Union pour la nouvelle majorité                 | 150 251      | 36,58        | 171 236     | 40,31       | 0      |
|                |                                                 |              |              |             |             |        |
|                | Divers écologiste (dont Aujourd'hui l'écologie) | 13 553       | 3,30         |             |             | 0      |
|                | Parti socialiste unifié                         | 4 665        | 1,13         | 0           |             |        |
|                | Extrême gauche (dont LO et LCR)                 | 3 580        | 0,87         | 0           |             |        |
|                | Extrême droite                                  | 878          | 0,21         | 0           |             |        |
|                | Divers gauche (RRGE)                            | 593          | 0,14         | 0           |             |        |
|                |                                                 |              |              |             |             |        |
| Inscrits       | Inscrits                                        | 595 936      | 100,00       | 595 863     | 100,00      | 4      |
| Abstentions    | Abstentions                                     | 180 917      | 30,36        | 161 823     | 27,16       |        |
| Votants        | Votants                                         | 415 019      | 69,64        | 434 040     | 72,84       |        |
| Blancs et nuls | Blancs et nuls                                  | 4 236        | 1,02         | 9 265       | 2,13        |        |
| Exprimés       | Exprimés                                        | 410 783      | 98,98        | 424 775     | 97,87       |        |

### Résultats par circonscription

#### Première circonscription (Corbeil-Essonnes)
| Candidat       | Candidat                 | Parti          | Premier tour | Premier tour | Second tour | Second tour |  |
| Candidat       | Candidat                 | Parti          | Voix         | %            | Voix        | %           |  |
| -------------- | ------------------------ | -------------- | ------------ | ------------ | ----------- | ----------- |  |
|                | Serge Dassault           | RPR (UNM)      | 28 768       | 32,74        | 37 735      | 40,51       |  |
|                | Michel Berson élu        | PS             | 28 477       | 32,41        | 55 404      | 59,49       |  |
|                | Roger Combrisson sortant | PCF            | 22 255       | 25,33        | Retrait     | Retrait     |  |
|                | Jacques Exbalin          | MÉP            | 2 527        | 2,87         |             |             |  |
|                | Jean-Paul Lefebvre       | Divers droite  | 2 490        | 2,83         |             |             |  |
|                | Monique Smolar           | PSU            | 1 054        | 1,20         |             |             |  |
|                | Louis Ressicaud          | FN             | 876          | 1,00         |             |             |  |
|                | Angelo Alterio           | MDD            | 771          | 0,88         |             |             |  |
|                | Yves Thoraval            | LO             | 551          | 0,63         |             |             |  |
|                | Jean-Claude Duflon       | Divers gauche  | 85           | 0,09         |             |             |  |
|                | C. Menier                | PFN            | 2            | 0            |             |             |  |
|                |                          |                |              |              |             |             |  |
| Inscrits       | Inscrits                 | Inscrits       | 130 648      | 100,00       | 130 621     | 100,00      |  |
| Abstentions    | Abstentions              | Abstentions    | 41 905       | 32,07        | 35 629      | 27,28       |  |
| Votants        | Votants                  | Votants        | 88 743       | 67,93        | 94 992      | 72,72       |  |
| Blancs et nuls | Blancs et nuls           | Blancs et nuls | 887          | 1            | 1 853       | 1,95        |  |
| Exprimés       | Exprimés                 | Exprimés       | 87 856       | 99           | 93 139      | 98,05       |  |

#### Deuxième circonscription (Étampes)
| Candidat       | Candidat                | Parti             | Premier tour | Premier tour | Second tour | Second tour |  |
| Candidat       | Candidat                | Parti             | Voix         | %            | Voix        | %           |  |
| -------------- | ----------------------- | ----------------- | ------------ | ------------ | ----------- | ----------- |  |
|                | Jacques Guyard élu      | PS                | 40 317       | 35,66        | 68 383      | 57,59       |  |
|                | Jean-Jacques Robert     | RPR (UNM)         | 30 080       | 26,61        | 50 356      | 42,41       |  |
|                | Gérard Lefranc          | PCF               | 20 572       | 18,20        | Retrait     | Retrait     |  |
|                | Christophe Pillay       | UDF (CDS)         | 14 561       | 12,88        |             |             |  |
|                | Jean-François Bolzinger | Divers écologiste | 2 328        | 2,06         |             |             |  |
|                | Alain Coste             | MÉP               | 2 130        | 1,88         |             |             |  |
|                | Dominique Lalanne       | PSU               | 1 123        | 0,99         |             |             |  |
|                | Daniel Vitry            | LO                | 989          | 0,87         |             |             |  |
|                | François Vallot         | LCR               | 672          | 0,59         |             |             |  |
|                | Claude Roussel          | Divers gauche     | 277          | 0,24         |             |             |  |
|                |                         |                   |              |              |             |             |  |
| Inscrits       | Inscrits                | Inscrits          | 160 922      | 100,00       | 160 918     | 100,00      |  |
| Abstentions    | Abstentions             | Abstentions       | 46 634       | 28,98        | 39 840      | 24,76       |  |
| Votants        | Votants                 | Votants           | 114 288      | 71,02        | 121 078     | 75,24       |  |
| Blancs et nuls | Blancs et nuls          | Blancs et nuls    | 1 239        | 1,08         | 2 339       | 1,93        |  |
| Exprimés       | Exprimés                | Exprimés          | 113 049      | 98,92        | 118 739     | 98,07       |  |

#### Troisième circonscription (Longjumeau)
| Candidat       | Candidat              | Parti             | Premier tour | Premier tour | Second tour | Second tour |  |
| Candidat       | Candidat              | Parti             | Voix         | %            | Voix        | %           |  |
| -------------- | --------------------- | ----------------- | ------------ | ------------ | ----------- | ----------- |  |
|                | Claude Germon élu     | PS                | 43 649       | 34,72        | 77 350      | 61,05       |  |
|                | Pierre Juquin sortant | PCF               | 32 962       | 26,22        | Retrait     | Retrait     |  |
|                | Roger Tagand          | RPR (UNM)         | 31 502       | 25,06        | 49 343      | 38,95       |  |
|                | Roland Rebois         | UDF (CDS)         | 10 506       | 8,35         |             |             |  |
|                | Jean-Claude Nicaise   | Divers écologiste | 3 354        | 2,67         |             |             |  |
|                | Annie Rambion         | PSU               | 1 280        | 1,02         |             |             |  |
|                | Georges Serfati       | Divers droite     | 797          | 0,63         |             |             |  |
|                | Michel Gauvry         | LO                | 732          | 0,58         |             |             |  |
|                | Jacques Martin        | Divers droite     | 706          | 0,56         |             |             |  |
|                | Dominique Mouchez     | Divers gauche     | 122          | 0,10         |             |             |  |
|                | Michel Fiant          | CCA               | 108          | 0,08         |             |             |  |
|                |                       |                   |              |              |             |             |  |
| Inscrits       | Inscrits              | Inscrits          | 187 019      | 100,00       | 186 986     | 100,00      |  |
| Abstentions    | Abstentions           | Abstentions       | 60 002       | 32,08        | 57 064      | 30,52       |  |
| Votants        | Votants               | Votants           | 127 017      | 67,92        | 129 922     | 69,48       |  |
| Blancs et nuls | Blancs et nuls        | Blancs et nuls    | 1 299        | 1,02         | 3 229       | 2,49        |  |
| Exprimés       | Exprimés              | Exprimés          | 125 718      | 98,98        | 126 693     | 97,51       |  |

#### Quatrième circonscription (Palaiseau)
| Candidat       | Candidat                   | Parti             | Premier tour | Premier tour | Second tour | Second tour |  |
| Candidat       | Candidat                   | Parti             | Voix         | %            | Voix        | %           |  |
| -------------- | -------------------------- | ----------------- | ------------ | ------------ | ----------- | ----------- |  |
|                | Yves Tavernier élu         | PS                | 31 849       | 37,84        | 52 402      | 60,79       |  |
|                | Barthélémy-Étienne Chiama  | RPR (UNM)         | 17 746       | 21,09        | 33 802      | 39,21       |  |
|                | Robert Vizet sortant       | PCF               | 17 182       | 20,42        | Retrait     | Retrait     |  |
|                | Colette Amalric            | UDF (UNM)         | 11 102       | 13,19        |             |             |  |
|                | E. Petit                   | Divers écologiste | 1 719        | 2,04         |             |             |  |
|                | François Schafer           | MÉP               | 1 495        | 1,77         |             |             |  |
|                | Jean-Pierre Dupui-Castérès | Divers droite     | 1 221        | 1,45         |             |             |  |
|                | Jean-Claude Le Scornet     | PSU               | 1 208        | 1,43         |             |             |  |
|                | Jean-Paul Delquigny        | LO                | 528          | 0,63         |             |             |  |
|                | Francine Lefaix            | Divers gauche     | 109          | 0,12         |             |             |  |
|                | M. Gaches                  | MDD               | 1            | 0            |             |             |  |
|                |                            |                   |              |              |             |             |  |
| Inscrits       | Inscrits                   | Inscrits          | 117 347      | 100,00       | 117 338     | 100,00      |  |
| Abstentions    | Abstentions                | Abstentions       | 32 376       | 27,59        | 29 290      | 24,96       |  |
| Votants        | Votants                    | Votants           | 84 971       | 72,41        | 88 048      | 75,04       |  |
| Blancs et nuls | Blancs et nuls             | Blancs et nuls    | 811          | 0,95         | 1 844       | 2,09        |  |
| Exprimés       | Exprimés                   | Exprimés          | 84 160       | 99,05        | 86 204      | 97,91       |  |